# Eretmocerus nikolskajae
Eretmocerus nikolskajae är en stekelart som beskrevs av Svetlana N. Myartseva 1973. Eretmocerus nikolskajae ingår i släktet Eretmocerus och familjen växtlussteklar.
Artens utbredningsområde är:
- Iran.
- Turkmenistan.

Inga underarter finns listade i Catalogue of Life.